# علي بلاحسين
 علي بلاحسين  (1957 الجزائر) هو لاعب كرة قدم جزائري.